# Mark Gordon
Mark Gordon (født 10. oktober 1956 i Newport News) er en amerikansk filmproducer.

## Producer
- 2012 (2012)
- 12 rounds (2009)
- The messenger (2009)
- 10.000 B.C. (2008)
- Heart Of A Dragon (2008)
- Talk to me (2007)
- The Painted Veil (2006)
- The Hoax (2006)
- A House Divided (2006)
- Prime (2005)
- Winter Passing (2005)
- Warm Springs (2005)
- Hostage (2005)
- Life of the Party (2005)
- The Matador (2005)
- The Day After Tomorrow (2004)
- Laws of Attraction (2004)
- Footsteps (2003)
- And Starring Pancho Villa as Himself (2003)
- Det hemmelighedsfulde selskab (2003)
- Self Storage (2002)
- The Patriot (2000)
- All the Rage (1999)
- Virus (1999)
- Saving Private Ryan (1998)
- Black Dog (1998)
- Paulie (1998)
- Hard Rain (1998)
- The Ripper (1997)
- The Jackal (1997)
- Speed 2: Cruise Control (1997)
- The Relic (1997)
- Broken Arrow (1996)
- A Pyromaniac's Love Story (1995)
- Trial by Jury (1994)
- The Man Who Wouldn't Die (1994)
- Speed (1994)
- Swing Kids (1993)
- Fly by Night (1993)
- Traces of Red (1992)
- Love Kills (1991)
- Lightning Field (1991)
- Opportunity Knocks (1990)
- Double Switch (1987)